# Table de marbre

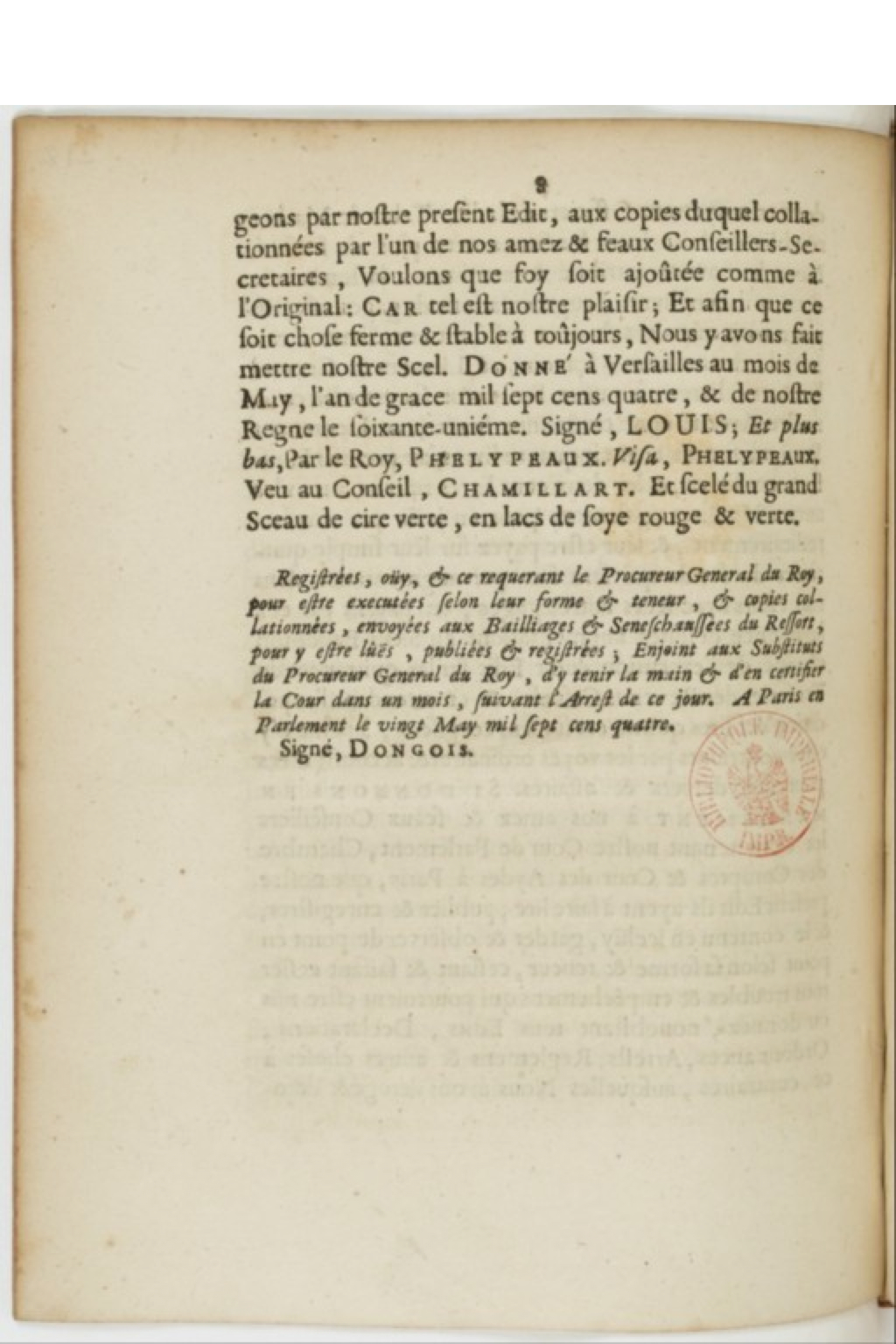
Edit du 20 mai 1704

Les Tables de marbre sont dans le royaume de France de l'Ancien Régime des juridictions supérieures en ce qui concerne les Eaux et Forêts.
Ce nom vient de la grande table de marbre située dans une salle du palais de justice de Paris, dans laquelle le connétable, l’amiral et le Grand maître des Eaux et Forêts exerçaient leur juridiction. Cette table a été détruite lors d'un incendie survenu en 1618.

## Les juridictions des eaux et forêts sous l'Ancien Régime

### Organisation générale
Dès le XIVe siècle, une juridiction d'exception est instituée dans le royaume afin de contrôler, surveiller et juger toutes les activités liées à l’exploitation des bois, à la chasse et à la pêche. 
Cette organisation est définitivement fixée par l'ordonnance de Jean-Baptiste Colbert d'août 1669, appelée « Code forestier ». 
La juridiction des Eaux et Forêts forme un ordre juridictionnel comportant trois niveaux :
- en première instance, les maîtrises particulières ou « grueries royales » ;
- en seconde instance, les grandes maîtrises des Eaux et Forêts ;
- enfin les Tables de marbre établies auprès des différents Parlements du royaume (Paris, Rennes, Bordeaux, Aix, etc.), qui sont des cours de justice.

### Les maîtrises particulières
Les maîtrises particulières des Eaux et Forêts sont généralisées dans chaque bailliage ou sénéchaussée à partir de 1555. Elles sont dirigées par un maître et, à partir de 1575, par un maître particulier. 
En matière judiciaire, elles connaissent de tous les contentieux civils et criminels relatifs aux Eaux et Forêts ; elles sont également juges des violations des règlements sur la chasse et la pêche. 
Le ressort des maîtrises particulières n’est pas identique à celui des bailliages. Ainsi, celui de la maîtrise particulière de Paris comprend le territoire de la prévôté et vicomté de Paris augmenté de ceux des bailliages d’Étampes, La Ferté-Alais, Brie-Comte-Robert et Corbeil.

### Les Tables de marbre
La Table de marbre, juge soit à l’ordinaire, soit, à dater d’un édit de mars 1558, en dernier ressort :
- à l’ordinaire, le lieutenant général du Grand maître juge des appels des jugements des maîtres particuliers de son ressort. Les jugements à l’ordinaire peuvent être portés en appel au Parlement ;

- en dernier ressort, la Table de marbre rend des jugements souverains prononcés par les lieutenants généraux et particuliers et les conseillers de la Table de marbre associés à des magistrats du Parlement et placés sous la présidence du premier président du Parlement. Dans ce cas, la procédure suivie est celle du Parlement.